# Светско првенство у пливању 2015 — 200 м прсно за мушкарце
Такмичење у пливању у дисциплини 200 метара прсним стилом за мушкарце на Светском првенству у пливању 2015. одржано је у два дана, 6. августа (квалификације и полуфинале) и 7. августа (финале) као део програма Светског првенства у воденим спортовима. Трке су се одржавале у базену Казањске арене у граду Казању (Русија).
За трке су била пријављена укупно 52 такмичара из 44 земље. Титулу светског првака из 2013. није успео да одбрани мађарски пливач Данијел Ђурта који је у финалној трци освојио треће место остваривши резултат од 2:08,10 минута.
Нови светски првак постао је репрезентативац Немачке Марко Кох који је у финалу испливао резултат од 2:07,76 секунди. Сребрна медаља припала је Американцу Кевину Кордесу.

## Освајачи медаља
|                 | Резултат |                    | Резултат |                     | Резултат |
|                 |          |                    |          |                     |          |
| Марко Кох (GER) | 2:07,76  | Кевин Кордес (USA) | 2:08,05  | Данијел Ђурта (HUN) | 2:08,10  |

## Званични рекорди
Пре почетка такмичења званични свестки рекорд и рекорд шампионата у овој дисциплини су били следећи:
| Рекорд                     | Име                    | Резултат | Место               | Датум               |
| -------------------------- | ---------------------- | -------- | ------------------- | ------------------- |
| Светски рекорд             | Акихиро Јамагучи (JPN) | 2:07,01  | Гифу (Јапан)        | 15. септембар 2012. |
| Рекорд светских првенстава | Данијел Ђурта (HUN)    | 2:07,23  | Барселона (Шпанија) | 2. август 2013.     |

Једини нови рекорд постављен у овој дисциплини испливан је током првог полуфинала, а поставио га је руски пливач Антон Чупков. Реч је о новом светском рекорду у јуниорској конкуренцији.

## Земље учеснице
За трке на 200 метара прсним стилом била су пријављена укупно 52 такмичара из 44 земље, а свака од земаља могла је да пријави максимално два такмичара по утрци.
| - Азербејџан (1) - Америчка Девичанска Острва (1) - Белорусија (1) - Бермуда (1) - Бразил (2) - Велика Британија (2) - Венецуела (1) - Грузија (1) - Грчка (1) - Естонија (1) - Индија (1) | - Иран (1) - Исланд (1) - Италија (1) - Јапан (2) - Јужна Африка (2) - Казахстан (1) - Канада (1) - Кина (2) - Кинески Тајпеј (1) - Киргистан (1) - Колумбија (1) | - Кувајт (1) - Летонија (1) - Литванија (1) - Лихтенштајн (1) - Луксембург (1) - Мађарска (1) - Мексико (1) - Немачка (2) - Нови Зеланд (1) - Пољска (1) - Португал (1) | - Русија (2) - Свазиленд (1) - Сирија (1) - САД (2) - Словачка (1) - Тајланд (1) - Узбекистан (1) - Финска (1) - Француска (1) - Швајцарска (1) - Шведска (1) |

## Квалификације
У квалификацијама се пливало у 6 квалификационих група, а сваку од група од 3 до 6 чинило је по 10 пливача. У првој квалификационој групи била су три такмичара, а у другој 9. Пласман у полуфинале обезбедило је 16 пливача који су у квалификацијама остварили најбоља времена.
Квалификационе трке пливане су 6. августа у јутарњем делу програма, са почетком у 10:33 по локалном времену.
| ПЛ. | Трка | Стаза | Пливач               | Репрезентација    | Време   | Нап. |
| --- | ---- | ----- | -------------------- | ----------------- | ------- | ---- |
| 01. | 6    | 4     | Марко Кох            | Немачка           | 2:09,12 | КВ   |
| 02. | 6    | 3     | Ендру Вилис          | Велика Британија  | 2:09,35 | КВ   |
| 03. | 6    | 7     | Мао Фејљен           | Кина              | 2:09,56 | КВ   |
| 04. | 5    | 4     | Дмитриј Баландин     | Казахстан         | 2:09,76 | КВ   |
| 05. | 4    | 5     | Данијел Ђурта        | Мађарска          | 2:09,81 | КВ   |
| 06. | 5    | 0     | Мати Матсон          | Финска            | 2:09,89 | КВ   |
| 07. | 6    | 5     | Кевин Кордес         | САД               | 2:09,94 | КВ   |
| 08. | 4    | 7     | Антон Чупков         | Русија            | 2:09,97 | КВ   |
| 09. | 6    | 6     | Иља Хоменко          | Русија            | 2:10,13 | КВ   |
| 10. | 4    | 2     | Антон Свејн Маки     | Исланд            | 2:10,21 | КВ   |
| 11. | 5    | 1     | Ерик Персон          | Шведска           | 2:10,41 | КВ   |
| 12. | 4    | 3     | Ник Финк             | САД               | 2:10,43 | КВ   |
| 13. | 4    | 4     | Јасухиро Косеки      | Јапан             | 2:10,47 | КВ   |
| 14. | 4    | 6     | Кристијан вом Лен    | Немачка           | 2:10,71 | КВ   |
| 15. | 5    | 7     | Лука Пицини          | Италија           | 2:11,00 | КВ   |
| 16. | 5    | 3     | Гиедријус Титенис    | Литванија         | 2:11,11 | КВ   |
| 17. | 5    | 2     | Ли Сјанг             | Кина              | 2:11,30 |      |
| 18. | 4    | 0     | Лорен Карно          | Луксембург        | 2:11,65 |      |
| 18. | 5    | 9     | Јаник Кезер          | Швајцарска        | 2:11,65 |      |
| 20. | 6    | 0     | Карлос Клаверије     | Венецуела         | 2:12,33 |      |
| 21. | 4    | 1     | Камерон ван дер Бург | Јужна Африка      | 2:12,37 |      |
| 22. | 6    | 8     | Томас Далија         | Француска         | 2:12,64 |      |
| 23. | 3    | 4     | Глен Снидерс         | Нови Зеланд       | 2:12,71 |      |
| 24. | 6    | 9     | Томаш Клобучник      | Словачка          | 2:12,74 |      |
| 25. | 5    | 6     | Рјо Татеиши          | Јапан             | 2:13,23 |      |
| 26. | 5    | 5     | Адам Пити            | Велика Британија  | 2:13,24 |      |
| 27. | 4    | 9     | Ричард Фанк          | Канада            | 2:13,33 |      |
| 28. | 6    | 1     | Панајотис Самилидис  | Грчка             | 2:14,24 |      |
| 29. | 6    | 2     | Тијаго Симон         | Бразил            | 2:14,28 |      |
| 30. | 3    | 3     | Владислав Мустафин   | Узбекистан        | 2:14,31 |      |
| 31. | 2    | 3     | Данилс Бобровс       | Летонија          | 2:14,85 |      |
| 32. | 3    | 1     | Хорхе Муриљо         | Колумбија         | 2:14,92 |      |
| 33. | 4    | 8     | Ајртон Свини         | Јужна Африка      | 2:14,98 |      |
| 34. | 2    | 4     | Мартин Аликве        | Естонија          | 2:15,09 |      |
| 35. | 3    | 6     | Марћин Столарски     | Пољска            | 2:15,47 |      |
| 36. | 3    | 9     | Диого Карваљо        | Португал          | 2:15,58 |      |
| 37. | 3    | 7     | Иља Шиманович        | Белорусија        | 2:16,02 |      |
| 38. | 5    | 8     | Фелипе Франса Силва  | Бразил            | 2:16,13 |      |
| 39. | 2    | 5     | Ли Хсуан-јен         | Кинески Тајпеј    | 2:16,28 |      |
| 40. | 2    | 2     | Ахмад ел Бадер       | Кувајт            | 2:16,50 |      |
| 41. | 3    | 8     | Кристоф Мајер        | Лихтенштајн       | 2:17,07 |      |
| 42. | 2    | 7     | Иракли Болквадзе     | Грузија           | 2:17,30 |      |
| 43. | 3    | 0     | Азад ел Барази       | Сирија            | 2:18,19 |      |
| 44. | 3    | 5     | Сандип Сеџвал        | Индија            | 2:18,68 |      |
| 45. | 2    | 6     | Мауро Кастиљо        | Мексико           | 2:19,07 |      |
| 46. | 2    | 8     | Арја Насими          | Иран              | 2:20,22 |      |
| 47. | 1    | 4     | Антон Жељтјаков      | Азербејџан        | 2:20,83 |      |
| 48. | 3    | 2     | Радомиос Матјуир     | Тајланд           | 2:21,30 |      |
| 49. | 2    | 1     | Џулијан Флечер       | Бермуда           | 2:21,39 |      |
| 50. | 2    | 0     | Денис Петрашов       | Киргистан         | 2:22,84 |      |
| 51. | 1    | 5     | Адријел Сејнс        | Девичанска Острва | 2:24,91 |      |
| 52. | 1    | 3     | Симанга Дламини      | Свазиленд         | 2:45,73 |      |

Напомена: КВ - квалификација

## Полуфинала
Полуфиналне трке пливале су се у послеподневном делу програма 6. августа, а прва трка је почела у 18:29 по локалном времену. Пласман у финале обезбедило је 8 пливача са најбољим резултатима.
Прво полуфинале
| ПЛ. | Стаза | Пливач            | Репрезентација   | Време   | Нап.    |
| --- | ----- | ----------------- | ---------------- | ------- | ------- |
| 1.  | 4     | Ендру Вилис       | Велика Британија | 2:08,72 | КВ      |
| 2.  | 5     | Дмитриј Баландин  | Казахстан        | 2:09,22 | КВ      |
| 3.  | 6     | Антон Чупков      | Русија           | 2:09,64 | КВ, СЈР |
| 4.  | 7     | Ник Финк          | САД              | 2:10,04 |         |
| 5.  | 8     | Гиедријус Титенис | Литванија        | 2:10,45 |         |
| 6.  | 3     | Мати Матсон       | Финска           | 2:10,51 |         |
| 7.  | 2     | Антон Свејн Маки  | Исланд           | 2:10,79 |         |
| 8.  | 1     | Кристијан вом Лен | Немачка          | 2:11,26 |         |

Друго полуфинале
| ПЛ. | Стаза | Пливач          | Репрезентација | Време   | Нап. |
| --- | ----- | --------------- | -------------- | ------- | ---- |
| 1.  | 1     | Јасухиро Косеки | Јапан          | 2:08,03 | КВ   |
| 2.  | 4     | Марко Кох       | Немачка        | 2:08,34 | КВ   |
| 3.  | 3     | Данијел Ђурта   | Мађарска       | 2:08,53 | КВ   |
| 4.  | 6     | Кевин Кордес    | САД            | 2:08,69 | КВ   |
| 5.  | 5     | Мао Фејљен      | Кина           | 2:09,54 | КВ   |
| 6.  | 2     | Иља Хоменко     | Русија         | 2:09,86 |      |
| 7.  | 7     | Ерик Персон     | Шведска        | 2:10,87 |      |
| 8.  | 8     | Лука Пицини     | Италија        | 2:11,05 |      |

Напомена: КВ - квалификација; СЈР - светски јуниорски рекорд

## Финале
Финална трка пливана је 7. августа са почетком у 18:55 по локалном времену.
| ПЛ. | Стаза | Пливач           | Репрезентација   | Време   | Нап. |
| --- | ----- | ---------------- | ---------------- | ------- | ---- |
|     | 5     | Марко Кох        | Немачка          | 2:07,76 |      |
| 2   | 6     | Кевин Кордес     | САД              | 2:08,05 |      |
| 3   | 3     | Данијел Ђурта    | Мађарска         | 2:08,10 |      |
| 4.  | 2     | Ендру Вилис      | Велика Британија | 2:08,52 |      |
| 5.  | 4     | Јасухиро Косеки  | Јапан            | 2:09,12 |      |
| 6.  | 7     | Дмитриј Баландин | Казахстан        | 2:09,58 |      |
| 7.  | 8     | Антон Чупков     | Русија           | 2:09,96 |      |
| 8.  | 1     | Мао Фејљен       | Кина             | 2:10,02 |      |